# Too Hot to Handle
Too Hot to Handle je televizní reality show vytvořená společností Fremantle Talkback. Hlavními režiséry jsou Laura Gibson a Charlie Bennett. Show se skládá z osmi epizod, které byly vysílány od 17. dubna 2020 na Netflixu.
Reality show se účastnilo čtrnáct soutěžících (7 mužů, 7 žen), kteří museli strávit čtyři týdny v tropickém resortu v Mexiku. Průvodcem soutěžících byla virtuální asistentka Lana, která určovala pravidla. Soutěžící se nesměli líbat, masturbovat a mít spolu sex. Pokud jakékoliv pravidlo porušili, strhly se jim peníze z celkové výhry, která na začátku soutěže činila 100 tisíc dolarů.
Hlavním cílem show je naučit mladé, svobodné lidi, aby místo flirtů vytvořili skutečné vztahy.

## Závěr
V závěrečné noci byli Bryce Hirschberg (Spojené státy americké), Chloe Veitch (Velká Británie), David Birtwistle (Velká Británie), Francesca Farago (Kanada), Harry Jowsey (Austrálie), Kelz Dyke (Velká Británie), Lydia Clyma (Velká Británie), Nicole O'Brien (Irsko), Rhonda Paul (Spojené státy americké) a Sharron Townsend (Spojené státy americké) vyhlášeni za vítěze Too Hot to Handle a zbývajících 75 000 $ bylo rozděleno mezi ně, což činilo 7 500 $ pro každého.